# 발트족
발트족(라트비아어: balti, 리투아니아어: baltai)은 인도유럽어족 발트어파를 사용하며 발트해 동안에 거주하는 인도유럽인 계열의 민족들을 가리킨다.
발트족 중 현대에 정체성이 남아있는 민족은 라트비아인과 리투아니아인 뿐이다. 중세까지 고대 프로이센인, 쿠로니아인 등 다양한 민족이 발트해 연안 지역에 걸쳐 살았으나 이후 슬라브족, 폴란드인, 튜턴 기사단으로부터 침략을 받거나 교류하며 여러 민족에 동화되어 근대 이전까지 사라졌다. 다만 현대에도 라트비아의 라트갈리아인, 리투아니아의 사모기티아인과 같이 문화적으로 다소 차이가 있는 하위 집단이 종종 하나의 민족으로서 다루어지기도 한다.

## 문화
이들의 언어, 문화, 인종은 독자적이지만 슬라브족과 상대적으로 가깝다. 한편 에스토니아인들은 같은 발트 3국 지대에 살며 역사, 문화에 유사성이 있지만 언어적으로 핀족에 가깝다. 친족 체계는 소가족제가 기본이나 라트비아의 일부에서는 대가족제, 장자상속제 등 동슬라브족과 유사한 부분도 있다.
전통적으로 리투아니아인은 가톨릭을 주로 믿으며 라트비아인은 개신교를 믿는다. 목조 ·호박 ·직물 ·편물 등은 세계적으로 유명하다.